# 담브리 폭포
담브리 폭포(베트남어: Thác Đambri)는 베트남 바오록시 담브리사에 있는 담브리 개울에 있는 폭포다. 90m 상공에서 폭포수가 쏟아져 나와 매우 장엄한 경치를 연출한다.

## 개요
담브리 폭포는 바오록시에서 약 17km 떨어진 곳에 있으며, 많은 희귀한 동식물이 있는 자연 그대로의 장엄한 원시림 한가운데 있다. 오늘날, 담브리 생태관광 지역은 전 세계 관광객들에게 매력적인 관광지다.
전설에 따르면 옛날 옛적에 꼬호족 두 사람이 사랑에 빠져 종종 폭포에 의해 데이트를 했다고 한다. 어느 날, 소년은 갑자기 흔적도 없이 실종되었다. 소녀는 영원히 기다리며 울었지만, 애인이 돌아오는 것을 보지 못했다. 한참 동안 소녀의 눈물이 모여 커다란 폭포 속으로 흘러 들어갔다. 꼬호족들은 이 폭포를 ‘기다림’을 의미하는 담브리(Đambri)라고 이름 붙였다.